# Wereldzwerver
De wereldzwerver (Pantala flavescens) is een libel uit de familie korenbouten (Libelludae). Hij werd voor het eerst beschreven door Fabricius in 1798.
Deze soort en de Pantala hymenaea zijn de enige soorten van het geslacht Pantala (Wereldzwervers).

## Verspreiding

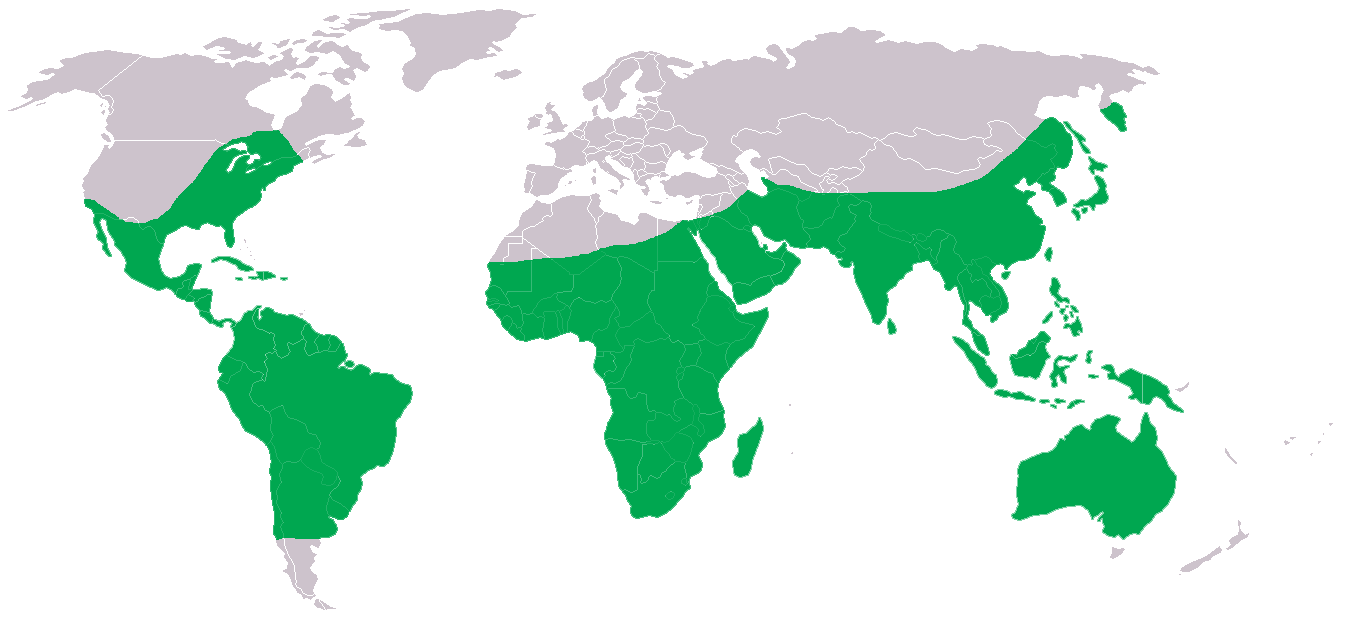
Verspreidingsgebied

De soort wordt beschouwd als de meest wijdverbreide libel van de wereld en is in staat grote afstanden te overbruggen. Zo steekt hij bijvoorbeeld regelmatig de Arabische zee over, van India naar Oost-Afrika. Hij maakt vaak gebruik van thermiek en heeft een voorkeur voor vochtige lucht. De wereldzwerver komt voor in alle werelddelen die door de evenaar doorkruist worden en bereikt zwervend het zuidoosten van Canada, Australië, Centraal-Azië, Japan en het zuiden van Siberië. In Europa is hij om niet helemaal duidelijke redenen zeldzaam.